# Via delle Sette Chiese
Via delle Sette Chiese è una strada di Roma che collega via Ostiense, all'altezza della Rupe di San Paolo, a via Appia Antica, presso la basilica di San Sebastiano, intersecando via Cristoforo Colombo e via Ardeatina attraverso i quartieri Ostiense (zona Garbatella) e Ardeatino (zona Tor Marancia).
L’attuale tracciato era già noto con questa funzione cultuale sin dalla fine del XVI secolo e la sua denominazione è almeno di metà XVII secolo insieme a quella precedente di Via che da San Paolo va a San Sebastiano o più semplicemente Via di San Sebastiano, e in età medievale assumeva il nome di via Paradisi. Data la presenza di alcuni tratti basolati ricalca molto probabilmente un antico diverticulum romano di derivazione preistorica e deve il suo nome alla pratica del pellegrinaggio del giro delle Sette Chiese che tradizionalmente assunse particolare fervore a partire dal 1552 con San Filippo Neri.
La lunga strada (oltre 3 km) che collega direttamente con un andamento ovest-est la basilica di San Paolo fuori le mura sulla via Ostiense a quella di San Sebastiano sulla via Appia incrociando la via Ardeatina nei pressi delle Fosse Ardeatine, attraversa un territorio interessato dalla presenza delle catacombe più rilevanti dei primi secoli del cristianesimo.

## La meridiana di Via delle Sette Chiese

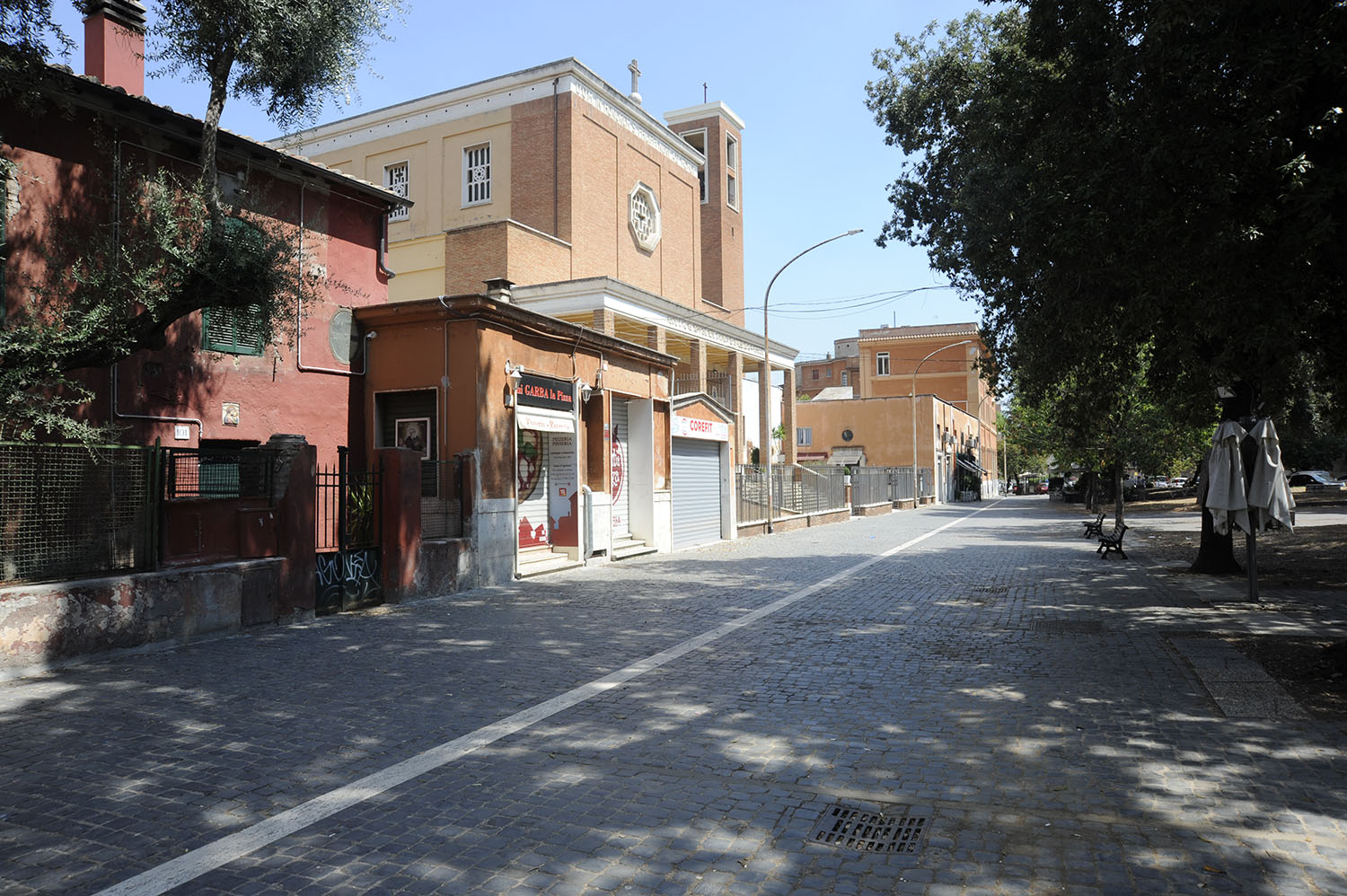
Via delle Sette chiese alla Garbatella

Su un lato della chiesa dei Santi Isidoro e Eurosia si trova una meridiana in marmo che recita le scritte Insegnaci O Signore a contare i nostri giorni ed È sempre l'ora di bere un bicchier di vino. Nell'angolo in basso a destra vi sono un disegno e delle date.